# 大分交通

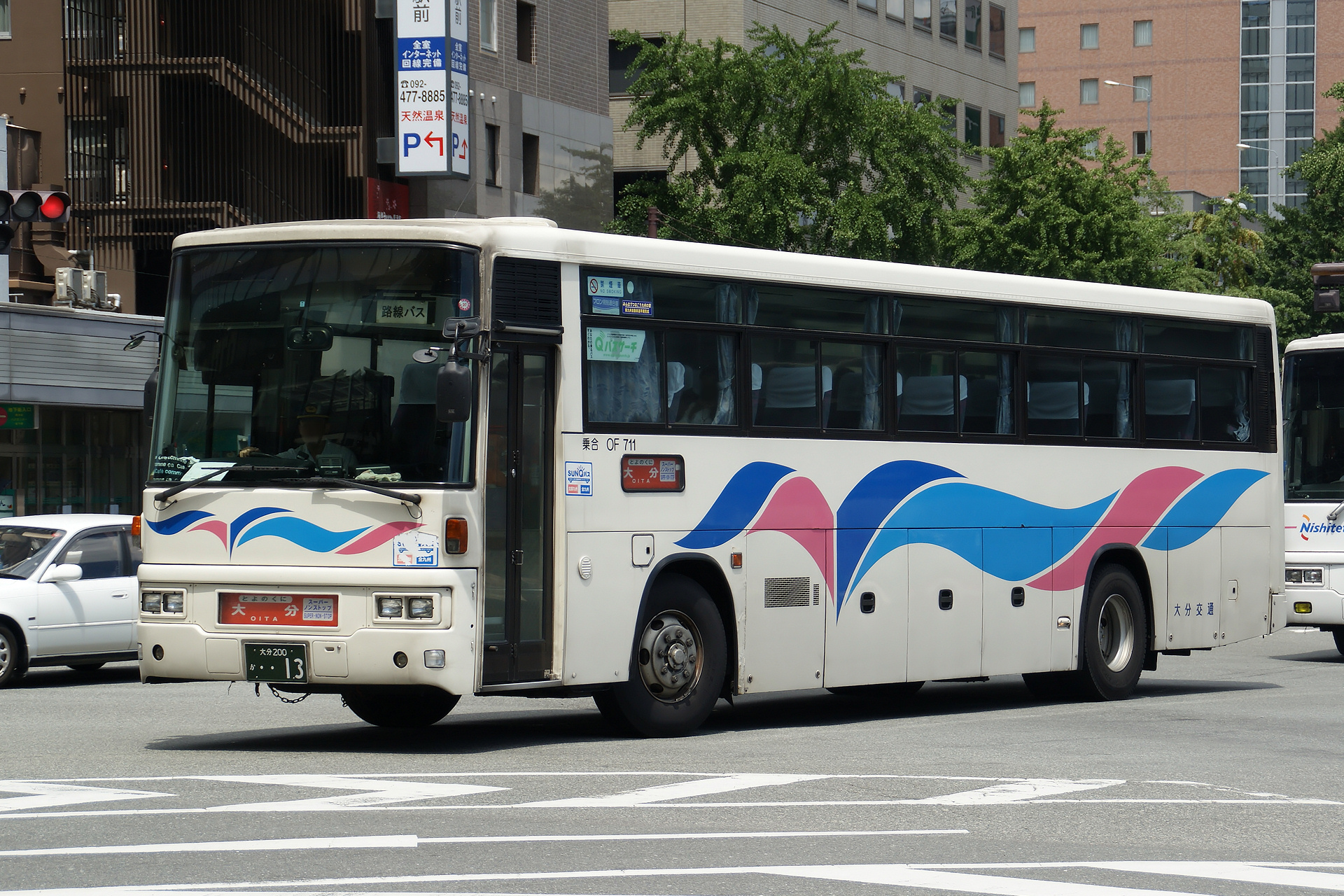
大分交通所屬的長途客運巴士「豐之國號」（とよのくに号）。於2008年時攝於福岡市博多車站前。

大分交通股份有限公司（日语：／ Ōita Kōtsū */?），簡稱大分交通，是一家以日本大分縣北部為服務範圍、專營高速公路客運、地區路線公車與遊覽車出租的公路交通公司。

## 簡介
總部設於大分市內的大分交通前身為創立於1927年（昭和2年）8月5日的別府大分電鐵，但是，公司的淵源最早卻可以回溯至1896年（明治29年）創立、在大分與別府間經營路面電車的豐州電氣鐵道，是九州地區最早、全日本第五家成立但第二個通車的路面電車業者（僅次於京都電氣軌道）。在1927年時拆分成立的別府大分電鐵於二次大戰期間配合政府的政策，合併吸收了國東鐵道、耶馬溪鐵道、宇佐参宮鐵道、豐州鐵道（原名「日出生鐵道」）與別杵自動車等交通業者的相關業務，合併改名成為大分交通。
然而，雖然是一家以鐵路經營起家的公司，但大分交通所屬的鐵路運輸業務卻在1975年時全部結束。最後一條結束營業的大分交通鐵路線是1975年10月1日廢線的耶馬溪線，在此之前，大分交通曾一度擁有總長超過100公里的龐大鐵路線網。在鐵路運輸業務結束之後，大分交通成為一家以大分車站為路網中心點，專營各式長途客運、市區公車與定期觀光巴士，也經營有遊覽車包租業務的公路運輸業者。
在1940年至2003年之間，大分交通曾一度是西日本鐵道（西鐵）的關係企業，但之後因為西鐵的持股比例下降，而從西鐵集團的成員名單中脫離。

## 鐵路業務
在1975年之前，大分交通曾擁有過下列鐵路線：
- 別大線
- 國東線
- 宇佐参宮線
- 耶馬溪線
- 豐州線

## 外部連結
- 大分交通官方網站 （页面存档备份，存于）（日語）